# Jackie (film 2016)
Jackie è un film del 2016 diretto da Pablo Larraín.
Film biografico incentrato sulla first lady Jacqueline Kennedy, interpretata da Natalie Portman.
La pellicola, presentata in concorso alla 73ª Mostra internazionale d'arte cinematografica di Venezia, si è aggiudicata il premio per la migliore sceneggiatura e ha ricevuto tre candidature ai Premi Oscar nella categoria Miglior colonna sonora, Migliori costumi e Miglior attrice protagonista a Natalie Portman.

## Trama
Una settimana dopo l'assassinio di John Fitzgerald Kennedy, Jacqueline Bouvier, attraverso una famosa intervista, racconta a Theodore H. White, giornalista della rivista Life, i tempi in cui era stata first lady alla Casa Bianca.

## Produzione

### Sviluppo
La sceneggiatura del film, scritta da Noah Oppenheim, era stata originariamente concepita come una miniserie per la HBO, che copriva i "quattro giorni tra l'assassinio di John F. Kennedy e la sua sepoltura, mostrando Jackie sia vulnerabile che aggraziata". Steven Spielberg era inizialmente coinvolto per produrre la serie, ma successivamente ha lasciato il progetto.
Pablo Larraín, in genere non propenso alla regia di film biografici, ha reagito in modo restio quando gli è stata offerta l'opportunità di dirigere Jackie. Ha dichiarato che sebbene non avesse alcuna conoscenza sull'assassinio di John F. Kennedy, si era connesso a Jacqueline Kennedy. Prima di dirigere Jackie, aveva diretto solo film con protagonisti maschili piuttosto che femminili. Quindi, Jackie è stato il primo film in cui si è approcciato dal punto di vista di una donna. Per lui, la sua vita dopo l'assassinio "aveva tutti gli elementi di cui hai bisogno per un film: rabbia, curiosità e amore". Oppenheim ha affermato che la sceneggiatura non è cambiata molto nel lungo processo di sviluppo.

### Pre-produzione
Nell'aprile 2010, è stato annunciato che Rachel Weisz avrebbe recitato nel ruolo principale, con Darren Aronofsky che avrebbe diretto e prodotto il film, dalla sceneggiatura di Oppenheim. Tuttavia, sia Weisz che Aronofsky hanno abbandonato il progetto dopo la fine della loro relazione romantica. Lo stesso anno, Steven Spielberg ha espresso interesse nel dirigere il film. A settembre 2012, senza un regista, Fox Searchlight Pictures ha iniziato a corteggiare Natalie Portman per il ruolo di Jackie, sperando che la sua partecipazione avrebbe riavvicinato Aronofsky, sebbene il coinvolgimento di Portman dipendeva da quale regista avrebbe firmato. Al 65º Festival Internazionale del Film di Berlino, nel febbraio 2015, Pablo Larraín è stato avvicinato da Aronofsky per dirigere il film, dopo averlo colpito con The Club. Larraín era scettico e aveva chiesto ad Aronofsky perché voleva un regista che non amava i film biografici a dirigere il film. Nel maggio 2015, Portman è stata confermata nei panni della protagonista. Nello stesso mese, Larraín è stato assunto per dirigere il film, con Aronofsky come produttore. Il resto del cast, composto tra gli altri da Greta Gerwig e Peter Sarsgaard, è stato annunciato tra maggio e ottobre dello stesso anno.
Natalie Portman è stata contattata per recitare nel film a settembre 2012, ma il suo casting non è stato confermato fino al maggio 2015. In preparazione per il ruolo, Portman ha studiato a fondo la persona di Jackie Kennedy guardando i suoi video, leggendo libri e ascoltando le sue interviste, oltre a leggere le sue biografie.
Portman ha rivelato che all'inizio era stata intimidita e che la sua conoscenza iniziale di Kennedy era superficiale. Interpretandola nel film, Portman ha acquisito una comprensione più profonda dell'ex first lady. Imitare la voce di Jackie è stato fondamentale per la Portman, poiché Aronofsky ha affermato che "conquistare la voce di Kennedy è stata la chiave per il resto del film".  La Portman si è allenata con l'allenatrice dialettale Tanya Blumstein e, all'inizio, ha avuto difficoltà ad imitare la voce di Kennedy, soprattutto il primo giorno sul set. Ha anche detto che i costumi l'hanno aiutata a entrare nel personaggio.
Portman è una delle tante attrici che hanno interpretato Kennedy al cinema e in televisione, dopo Divine, Jaclyn Smith, Sarah Michelle Gellar, Roma Downey, Jill Hennessy, Joanne Whalley, Kat Steffens, Jacqueline Bisset, Jeanne Tripplehorn, Parker Posey, Blair Brown, Katie Holmes, Victoria Beckham, Ginnifer Goodwin, Stephanie Romanov e Minka Kelly.

### Riprese
Le riprese del film sono iniziate a dicembre 2015 in uno studio a Parigi, dove sono state girate la maggior parte delle scene negli interni. Lo scenografo Rabasse e il decoratore Melery hanno curato la replica delle stanze della Casa Bianca necessarie per le riprese. Nel febbraio 2016, la produzione si è trasferita a Washington, dove sono state girate le scene della processione funebre di JFK.

### Musica
Mica Levi ha composto la colonna sonora del film.

## Distribuzione
Il film, che è stato presentato in concorso alla 73ª Mostra internazionale d'arte cinematografica di Venezia, è uscito nelle sale americane il 2 dicembre 2016, mentre in quelle italiane il 23 febbraio 2017.

## Accoglienza

### Incassi
In totale la pellicola ha incassato poco più di 36 milioni di dollari, di cui quasi 14 milioni tra Stati Uniti e Canada e poco più di 22 milioni all'estero.

### Critica
La pellicola è stata lodata dalla critica cinematografica, che ne ha elogiato soprattutto la sceneggiatura e l'interpretazione di Natalie Portman.

## Riconoscimenti
- 2017 - Premio Oscar
  - Candidatura alla Miglior attrice protagonista a Natalie Portman
  - Candidatura per la Miglior colonna sonora a Mica Levi
  - Candidatura per i Migliori costumi a Madeline Fontaine
- 2017 - Golden Globe
  - Candidatura alla Miglior attrice in un film drammatico a Natalie Portman
- 2017 - British Academy Film Awards
  - Migliori costumi a Madeline Fontaine
  - Candidatura per la Miglior attrice protagonista a Natalie Portman
  - Candidatura per la Miglior colonna sonora a Mica Levi
- 2017 - Screen Actors Guild Award[27]
  - Candidatura alla Miglior attrice cinematografica a Natalie Portman
- 2017 - Critics' Choice Movie Awards
  - Miglior attrice a Natalie Portman
  - Migliori costumi a Madeline Fontaine
  - Miglior trucco
  - Candidatura alla Migliore colonna sonora a Mica Levi
  - Candidatura alla Migliore scenografia a Jean Rabasse e Véronique Melery
  - Candidatura alla Migliore fotografia a Stéphane Fontaine
- 2016 - Mostra internazionale d'arte cinematografica di Venezia
  - Premio Osella per la migliore sceneggiatura a Noah Oppenheim
  - Mouse d'oro
  - Candidatura al Leone d'oro
- 2016 - Toronto International Film Festival
  - Toronto Platform Prize
- 2017 - Independent Spirit Awards
  - Candidatura al Miglior film
  - Candidatura al Miglior regista a Pablo Larraín
  - Candidatura alla Miglior attrice protagonista a Natalie Portman
  - Candidatura al Miglior montaggio a Sebastián Sepúlveda